# كريستوفر إيلدر
كريستوفر إيلدر (بالإنجليزية: Christopher Elder)‏ هو دبلوماسي وسياسي نيوزلندي، ولد في 1947.